# 1962 في كندا
فيما يلي قوائم الأحداث التي وقعت خلال عام 1962 في كندا.

## سياسة

### تعيين في المنصب
- 18 يونيو – جون تورنر عضو مجلس العموم الكندي.

## مواليد

### يناير
- 1 يناير – ستيف مان
- 17 يناير – جيم كاري

### فبراير
- 4 فبراير – مايكل رايلي ممثل كندي.

### أبريل
- 15 أبريل – مايكل ماكمانوس
- 19 أبريل – لين بولسون لاعبة كرة سلة كندية.

### مايو
- 4 مايو – مارك ليدوك ملاكم كندي.
- 9 مايو – شون أوسوليفان ملاكم كندي.
- 14 مايو – نادين فان دير فيلد ممثلة كندية.
- 26 مايو – باسكوالي دي لوكا لاعب كرة قدم كندي.

### يونيو
- 12 يونيو – جوردان بيترسون عالم نفس سريري كندي، ناقد ثقافي.
- 13 يونيو – جلين ميتشيباتا لاعب كرة مضرب كندي.
- 22 يونيو – نيكولاس لي ممثل كندي.
- 23 يونيو – بات كيلي متزلج سريع كندي.
- 25 يونيو – أوستن ماردن

### يوليو
- 21 يوليو – لي أرون مغنية كندية.

### أغسطس
- 6 أغسطس – غريغوري شاميتوف رائد فضاء أمريكي.
- 29 أغسطس – إين جيمز كورليت ممثل كندي.
- 31 أغسطس – مايك سمريك لاعب كرة سلة كندي.

### سبتمبر
- 18 سبتمبر – جون مان
- 24 سبتمبر – نيا فاردالوس

### نوفمبر
- 5 نوفمبر – جيرمي بودسوا
- 9 نوفمبر – تيريل روثري ممثلة كندية.
- 14 نوفمبر – هارلاند ويليامز

## وفيات

### يونيو
- 24 يونيو – لوسيل واتسون (مواليد 1879)

### ديسمبر
- 17 ديسمبر – جون هاميلتون روبرتس (مواليد 1895) جندي كندي.